# 1067 Lunaria
1067 Lunaria är en asteroid i huvudbältet som upptäcktes den 9 september 1926 av den tyske astronomen Karl Wilhelm Reinmuth. Dess preliminära beteckning var 1926 RG. Den namngavs sedan efter det vetenskapliga namnet på växtsläktet Lunaria.
Lunarias senaste periheliepassage skedde den 12 juli 2019.[Uppdatering behövs] Dess rotationstid har beräknats till 6,057 timmar
Den tillhör asteroidgruppen Itha.